# Делвино (област Благоевград)
 Тази статия е за селото в Пиринска Македония.  За селото в Родопите вижте Делвино (Област Кърджали).  
Дѐлвино е село в Югозападна България. То се намира в община Благоевград, област Благоевград.

## География
Село Делвино се намира в планински район.

## История
В 1891 година Георги Стрезов пише за Делвино:
| „ | Делвино, чифлик на И от Джумая 1 час. Околност планиниста и камениста. 20 къщи българе, овчари и козари. | “ |

При избухването на Балканската война в 1912 година двама души от Делвино са доброволци в Македоно-одринското опълчение.
През 2011 година е осветена църквата в селото „Света Неделя“. Строежът на храма продължава 12 години. Освещаването е извършено през юли 2011 година от Неврокопски митрополит Натанаил.

## Население
Към 1900 година според известната статистика на Васил Кънчов („Македония. Етнография и статистика“) населението на селото брои 136 души, всичките българи-християни.
Численост на населението според преброяванията през годините:
| \| Година на преброяване \| Численост \| \| --------------------- \| --------- \| \| 1934 \| 238 \| \| 1946 \| 235 \| \| 1956 \| 249 \| \| 1965 \| 200 \| \| 1975 \| 74 \| \| 1985 \| 39 \| \| 1992 \| 35 \| \| 2001 \| 50 \| \| 2011 \| 56 \| \| 2021 \| 66 \| |           |
| Година на преброяване | Численост |
| 1934 | 238       |
| 1946 | 235       |
| 1956 | 249       |
| 1965 | 200       |
| 1975 | 74        |
| 1985 | 39        |
| 1992 | 35        |
| 2001 | 50        |
| 2011 | 56        |
| 2021 | 66        |

### Етнически състав
Преброяване на населението през 2011 г.
Численост и дял на етническите групи според преброяването на населението през 2011 г.:
|                     | Численост | Дял (в %) |
| Общо                | 56        | 100.00    |
| Българи             | 55        | 98.21     |
| Турци               | 0         | 0.00      |
| Цигани              |           |           |
| Други               |           |           |
| Не се самоопределят | 0         | 0.00      |
| Неотговорили        | 0         | 0.00      |

## Личности
Родени в Делвино
- Стефан Миленков (1914 - 1941), български комунист
- Бай Христо Стария, деец на ВМОРО и ВМРО, бит като старец след Деветнадесетомайския преврат в 1934 година[9]